# Grand Seru
Il Grand Seru (2.889 m s.l.m. - detto anche Gran Serous) è una montagna delle Alpi del Moncenisio nelle Alpi Cozie. È collocata nel dipartimento francese delle Alte Alpi.

## Descrizione

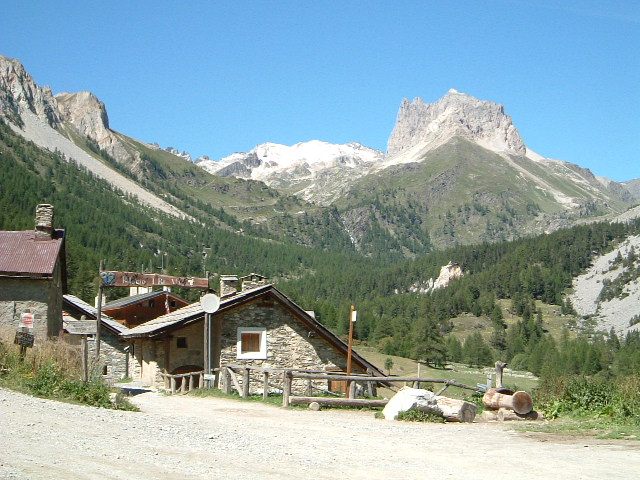
La Valle Stretta dominata dal Grand Seru.

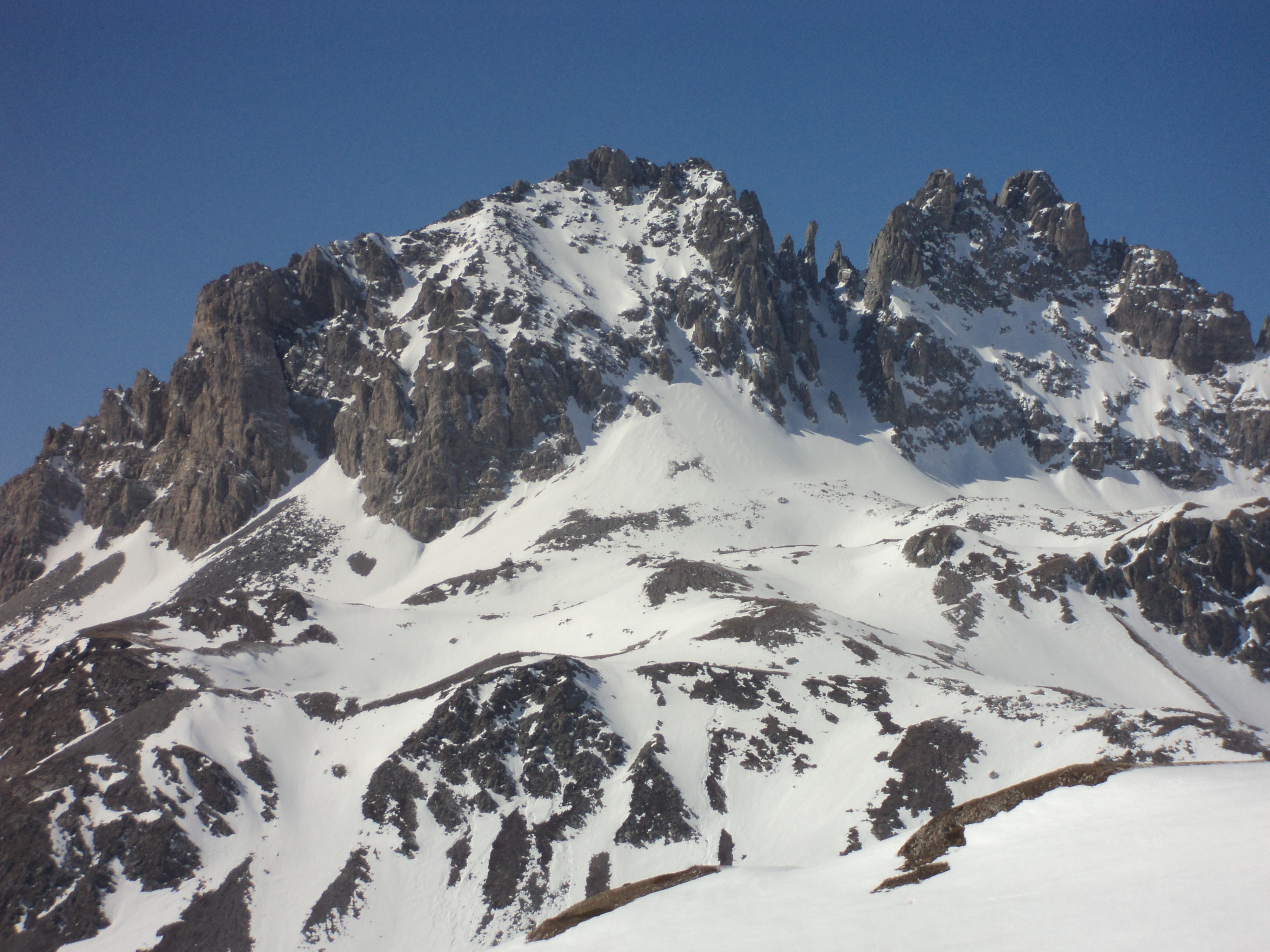
Il Grand Seru visto dal Colle di Valle Stretta.

La montagna è composta da varie vette: Punta Questua (2.889 m), Punta Mattirolo (2.869 m), Picolo Serous (2.634 m).
Il Grand Seru domina la Valle Stretta. Salendo la valle al Piano delle Fonderie il Grand Seru la divide in due: sulla destra continua la valle fino ad arrivare al Colle di Valle Stretta; sulla sinistra si apre il Vallone del Desinare.

## Cartografia
- Cartografia ufficiale francese dell'Institut géographique national (IGN), consultabile online